# Sistema de coordenadas celestes
Em astronomia, as coordenadas celestes denotam a posição de um corpo celeste no céu terrestre ou sua posição relativa a partir de um sistema de coordenadas numa grade bidimensional ou sistema esférico. Tipicamente são usadas coordenadas esféricas, ignorando-se a coordenada radial (ou considerando-a igual a um). A razão para isso é que, por razões fisiológicas, vemos o céu como uma casca esférica na qual todos os corpos celestes parecem grudados. Em termos de orientação, basta conhecer as posições dos astros nesta casca.

## Céu como esfera
Nosso cérebro utiliza diversas técnicas para medir a distância a um determinado objeto que vemos. Porém, estas técnicas possuem limitações. Quando nosso cérebro não consegue saber a distância relativa a dois objetos, ele arbitrariamente coloca os dois a uma mesma distância na interpretação da imagem que vemos. É o caso dos objetos celestes, que, a olho nu, não parecem ter forma, tamanho nem paralaxe.

## Estrutura básica

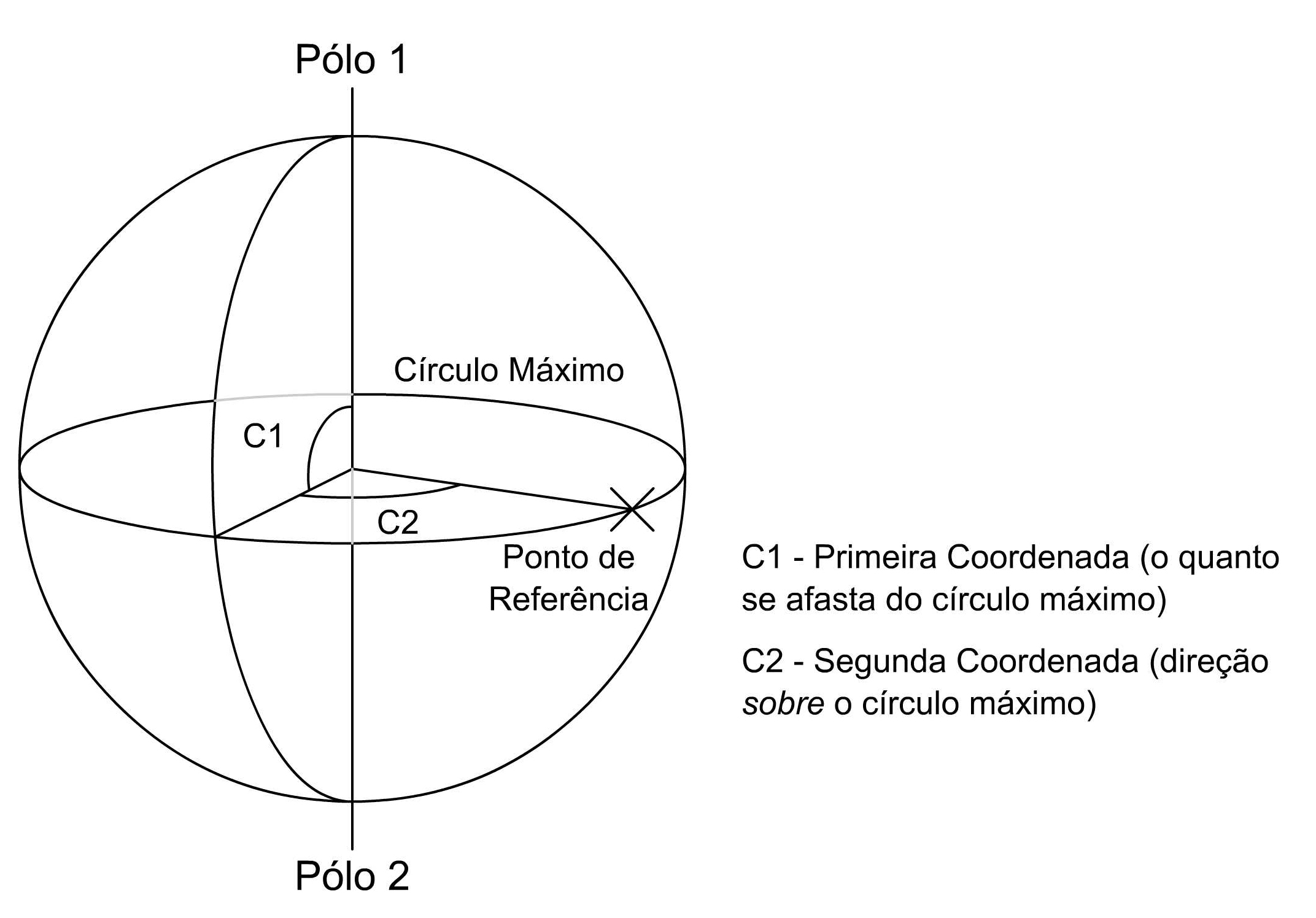
Esquema geral de um sistema de coordenadas.

Os sistemas de coordenadas astronômicas são definidos a partir de um plano fundamental ou um círculo máximo da esfera (pode ser o horizonte do observador, o equador celeste, o plano galáctico, etc.). O eixo perpendicular a esse plano define dois polos (zênite e nadir, polos norte e sul celestes, etc.).
Uma coordenada mede a posição do astro nesse círculo máximo e a segunda, perpendicular, mede a distância do astro a esse plano. Para a primeira, precisamos também estabelecer um ponto de origem no círculo máximo (que, no caso do horizonte, pode ser um dos pontos cardeais; no equador celeste, o ponto vernal; etc.). Além disso, é importante determinar o sentido de contagem das coordenadas (horário ou anti-horário).

## Sistemas de coordenadas
É possível criar infinitos sistemas de coordenadas que obedecem à forma básica acima; os mais utilizados em astronomia são:
| Sistema de coordenadas | Plano base      | Polos            | Coordenadas                              |
| ---------------------- | --------------- | ---------------- | ---------------------------------------- |
| Horizontal             | Horizonte       | Zênite/Nadir     | Elevação - Azimute                       |
| Equatorial             | Equador celeste | Polos celestes   | Declinação - Ascensão reta               |
| Eclíptico              | Eclíptica       | Polos eclípticos | Latitude eclíptica - Longitude eclíptica |
| Galáctico              | Plano galáctico | Polos galácticos | Latitude galáctica - Longitude galáctica |

### Representações
- Horizontal
- Equatorial

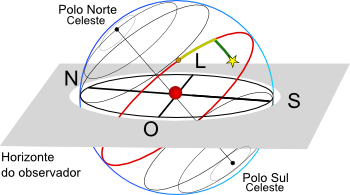
Equatorial para um observador na Terra.